# Dulceida
Aida Domènech Pascual (Badalona, Barcelona, 23 de octubre de 1989), también conocida como Dulceida es una bloguera, influencer, youtuber y diseñadora de moda española. Es conocida por la difusión de moda a través de su blog, su cuenta de Instagram y de otras redes sociales.

## Biografía
En el 2009, inició su carrera profesional en el ámbito de la moda a través de su blog de nombre homónimo; inicialmente como una afición hasta que progresivamente se fue profesionalizando. Utilizó su blog como un espacio personal donde mostrar su afición por la moda y donde vestía prendas o accesorios de terceros, así como para explicar momentos de su vida. Con el tiempo, también empezó a difundir su trabajo entre las distintas redes sociales, donde comparte contenido relacionado con moda, belleza y estilo de vida. Actualmente, cuenta con más de 3 millones de seguidores en Instagram y más de 2 millones de suscriptores en YouTube.
Domènech recibió el premio Best Style Fashion Blog en la Berlín Fashion Week en 2014 y desde entonces ha ido sumando galardones a su carrera.
Organizó su primer festival DulceWeekend  en el verano de 2016, un festival de moda y música donde habían marcas, conciertos de Dj's y la presentación de Carlos Sadness. Hizo cuatro ediciones con 15.000 personas. Ese mismo año, editó su primer libro, Dulceida. Guía de estilo de la editorial Libros cúpula, que incluye fotografías que ha realizado durante todo un año de viajes y en su ciudad natal con varios looks y donde explica en varios apartados de su vida, como el amor, la amistad o los viajes.
En 2017 lanzó al mercado la línea de perfume Mucho amor by Dulceida distribuida a través de las perfumerías Druni y en su página DulceidaShop.
En enero del 2018 desfiló por primera vez en la 080 Barcelona Fashion por Ze García, diseñador barcelonés de prendas de lujo.
En 2021 creó junto a Music republic los premios Ídolo, primeros premios en España en reconocer a los creadores digitales.
En 2022 fue pregonera del Orgullo de Barcelona.
Y lanzó su propio documental, Dulceida al desnudo para Prime Vídeo.

## Carrera y emprendimientos
Además de su trabajo como influencer, Dulceida ha desarrollado una exitosa carrera empresarial en distintos ámbitos:

### Dulce Week End S.L
En 2016, Dulceida fundó Dulce Week End S.L., una sociedad que agrupa sus principales iniciativas empresariales. Esta empresa ha experimentado un notable crecimiento, alcanzando una facturación de 3,3 millones de euros en 2022.

### Dulceida Shop
Dulceida Shop fue la tienda en línea donde Aida ofrecía prendas que reflejaban su estilo único. Aunque tuvo un impacto significativo en el mercado de la moda, la actividad de la tienda se ha detenido desde finales de 2020.

### Dulceweekend
Dulceweekend es un festival de moda y música que Dulceida lanzó en 2016. El evento combinaba actuaciones musicales con presentaciones de marcas y diseñadores emergentes. En ediciones anteriores, ha reunido a más de 12.000 asistentes y generado ingresos superiores a 200.000 euros. 

### IN Management
IN Management es la agencia de representación de influencers fundada por Dulceida. Con oficinas en Madrid y Barcelona, la agencia representa a más de 50 creadores de contenido, incluyendo a figuras como Sofía Suescun y Carlos Sadness. IN Management se ha convertido en una de las principales fuentes de ingresos para Dulceida, consolidando su posición en el ámbito empresarial.

### Premios Ídolo
En 2022, Dulceida lanzó los Premios Ídolo, una iniciativa para reconocer el trabajo de los creadores de contenido digital en España. Las galas se han celebrado en teatros emblemáticos de Madrid y, en 2024, se expandieron internacionalmente con una edición en Argentina.

### "Dulceida al desnudo": Documental en Prime Video
Dulceida ha compartido aspectos íntimos de su vida a través del documental "Dulceida al desnudo", disponible en Prime Video. La serie ofrece una visión cercana de su vida personal y profesional, incluyendo su maternidad y proyectos empresariales.

## Vida personal
Aida, mantuvo una relación sentimental con el fotógrafo Sergi Gómez. En 2015 salió del armario en sus redes sociales, declarándose bisexual y presentando a su pareja Alba Paul Ferrer. En 2016 celebró una ceremonia simbólica en Sitges.En 2021 anunciaron su separación pero en 2023 decidieron darse una segunda oportunidad y retomaron su relación. En diciembre de 2023 celebró su boda civil con Alba Paul Ferrer.  
El 15 de octubre del 2024 tuvieron su primera hija llamada Aria Paul Domenech. Utilizaron el método ROPA (Recepción de Ovocitos de la Pareja), en el cual los óvulos de Alba fueron fecundados e implantados en el útero de Dulceida, quien llevó el embarazo.

## Filmografía

### Películas
| Año  | Título                | Papel        | Director/a    | Notas            | Ref.   |
| ---- | --------------------- | ------------ | ------------- | ---------------- | ------ |
| 2019 | Bajo el mismo techo   | Camarera     | Juana Macías  | Cameo            | [ 19 ] |
| 2023 | La reina del convento | Sor Rosarito | Carmen Perona | Papel de reparto |        |

### Series
| Año         | Título                    | Plataforma        | Papel            | Capítulos   | Ref.   |
| ----------- | ------------------------- | ----------------- | ---------------- | ----------- | ------ |
| 2016 - 2019 | Paquita Salas             | Netflix           | Ella misma       | 2 episodios | [ 20 ] |
| 2020        | Válidas                   | YouTube           | Ella misma       | 1 episodio  |        |
| 2021        | El Internado: Las Cumbres | Prime Video       | Bibliotecaria    | 2 episodios | [ 21 ] |
| 2022        | True Story España         | Prime Video       | Azafata de vuelo | 1 episodio  |        |
| 2022        | Dulceida al desnudo       | Prime Video       | Ella misma       | 4 episodios |        |
| 2023        | Citas Barcelona           | Prime Video / TV3 | Clienta Bar      | 1 episodio  | [ 22 ] |
| 2025        | Dulceida al desnudo 2+1   | Prime Video       | Ella misma       | 4 episodios |        |

### Programas de televisión
| Año       | Título                              | Papel    | Canal     | Notas                                                                           | Ref.   |
| --------- | ----------------------------------- | -------- | --------- | ------------------------------------------------------------------------------- | ------ |
| 2015      | Al rincón                           | Invitada | Antena 3  | Presentado por Risto Mejide.                                                    | [ 23 ] |
| 2016-2017 | Quiero ser                          | Jurado   | Divinity  | Junto a Ángela Rozas y Cristo Báñez, y Sara Carbonero como presentadora.        | [ 24 ] |
| 2017      | Chester                             | Invitada | Cuatro    | Presentado por Risto Mejide.                                                    | [ 25 ] |
| 2019      | Top Photo                           | Jurado   | #0        | Junto a José Manuel Ferrater y Gonzaga Manso, y Brisa Fenoy como presentadora.  |        |
| 2019      | El cielo puede esperar              | Invitada | #0        | En el capítulo de Cristina Pedroche, presentado por Alberto Casado .            | [ 26 ] |
| 2019      | Alguna pregunta més?                | Invitada | TV3       | En la sección "La televisión es cultura".                                       | [ 27 ] |
| 2020      | No pot ser!                         | Invitada | TV3       | En el capítulo llamado "La tele soy yo", presentado por Jordi Basté .           | [ 28 ] |
| 2020      | Top Photo                           | Jurado   | Neox      | Junto con Eugenio Recuenco y Gonzaga Manso, y Lorena Castell como presentadora. | [ 29 ] |
| 2020      | Al Cotxe                            | Invitada | TV3       | Presentado por Eloi Vila.                                                       | [ 30 ] |
| 2022      | Ding Dong, Jorge Javier a Domicilio | Invitada | Telecinco | Presentado por Jorge Javier Vázquez.                                            |        |
| 2023      | Mask Singer: Adivina quién canta    | Bebé     | Antena 3  | Presentado por Arturo Valls.                                                    |        |

### Videoclips
| Año  | Canción                    | Artista              | Álbum                    | Ref.   |
| ---- | -------------------------- | -------------------- | ------------------------ | ------ |
| 2018 | «Té quiero un poco»        | Carlos Sadness       | Diferentes tipos de luz  | [ 31 ] |
| 2018 | «La vida no es la, la, la» | Café Quijano         | La vida no es la, la, la | [ 32 ] |
| 2018 | «Bajito»                   | Ana Guerra           | Reflexión                | [ 33 ] |
| 2020 | «Si tú la quieres»         | David Bisbal, Aitana | En tus planes            | [ 34 ] |

## Premios y reconocimientos
- Best Style Fashion Blog de 2014
- Premio Pluma FELGTB Barcelona de 2016
- Premio Play Award Mejor Canal de moda 2016
- Premio chica Cosmo (Self made woman) 2018
- Premio Magazine la Vanguardia a la mejor creadora de contenido 2021
- Premio Best Influencer Forbes 2022
- Premio mujer inspiración Yo Dona 2023
- 50 Influential Artist Choices de OopsTime

## Obra
- Dulceida. Guía de estilo (2016) ISBN 9788448022136